# Vitali Petrakov
Vitali Aleksàndrovitx Petrakov (en rus Виталий Александрович Петраков) (Tula, 8 de gener de 1954) fou un ciclista soviètic, que s'especialitzà en la pista encara que va ser en aquesta modalitat on va obtenir majors èxits.
En el seu palmarès destaquen dues medalles aconseguides als Jocs Olímpics de Mont-real i Moscou. També va guanyar 3 medalles als Campionats del Món en pista, totes elles de plata.

## Palmarès en pista
- 1976
  -  Medalla de plata als Jocs Olímpics de Mont-real en la prova de persecució per equips, amb Víktor Sokolov, Aleksandr Perov i Vladímir Ossokin
- 1980
  -  Medalla d'or als Jocs Olímpics de Moscou en la prova de persecució per equips, amb Valeri Movtxan, Víktor Manakov i Vladímir Ossokin
- 1981
  -  Campió de la Unió Soviètica en Madison, amb Vladímir Ossokin